# Faust (hudební skupina)
Faust je německá rocková skupina, založená roku 1971. Skupina se rozpadla v roce 1975 a k jejímu obnovení došlo až roku 1990, odkdy hraje dodnes. Skupina byla jednou z hlavních představitelů žánru, kterému se později začalo říkat krautrock.

## Diskografie
Studiová alba
- Faust (1971)
- Faust So Far (1972)
- The Faust Tapes (1973)
- Outside the Dream Syndicate (1973) − s Tony Conradem
- Faust IV (1973)
- Faust 5 (1975)
- Rien (1995)
- You Know FaUSt (1996)
- Faust Wakes Nosferatu (1998)
- Ravvivando (1999)
- Derbe Respect, Alder (2004) − s Dälek
- Outside the Dream Syndicate Alive (2005) − s Tony Conradem
- Disconnected (2007) − s Nurse with Wound
- C'est Com...Com...Complique (2009)
- Faust is Last (2010)
- Something Dirty (2011)